# Ambleston
Ambleston (en anglais) ou Treamlod (en gallois) est un village et une communauté du Pembrokeshire, au pays de Galles.

## Toponymie
Ambleston est un nom d'origine anglaise désignant une ferme (tūn en vieil anglais) appartenant à un certain Amelot (un prénom français). Il est attesté pour la première fois en 1230. Sa forme galloise, Treamlod, a le même sens, avec l'élément tref en lieu et place de tūn.

## Géographie
Ambleston est situé dans le centre du Pembrokeshire, à une dizaine de kilomètres au nord-est de la ville de Haverfordwest, le chef-lieu du comté.
La communauté d'Ambleston comprend aussi les hameaux de Wallis (cy) et Woodstock / Wstog (en).

## Politique
Pour les élections locales, la communauté d'Ambleston est rattachée au ward (district électoral) de Wiston, qui comprend aussi Spittal. Ce ward élit un des 60 membres du conseil de comté du Pembrokeshire (en). Lors des élections locales de 2022, le conseiller sortant David Howlett (conservateur) est réélu sans opposition,.
Pour les élections à la Chambre des communes, Ambleston appartient à la circonscription de Ceredigion Preseli depuis les élections générales de 2024.
Pour les élections au Parlement gallois, Ambleston est rattaché à la circonscription de Preseli Pembrokeshire.

## Démographie
Au recensement de 2011, la communauté d'Ambleston comptait 382 habitants.
| 1801 | 1811 | 1821 | 1831 | 1841 | 1851 | 1881 |
| ---- | ---- | ---- | ---- | ---- | ---- | ---- |
| 421  | 492  | 551  | 574  | 605  | 598  | 494  |

| 1891 | 1901 | 1911 | 1921 | 1931 | 1951 | 1961 |
| ---- | ---- | ---- | ---- | ---- | ---- | ---- |
| 443  | 386  | 376  | 371  | 385  | 344  | 299  |

| 1971 | 1981 | 1991 | 2001 | 2011 | - | - |
| ---- | ---- | ---- | ---- | ---- | - | - |
| 299  | ?    | ?    | ?    | 382  | - | - |

## Culture locale et patrimoine
La communauté d'Ambleston comprend sept monuments classés de grade II. L'église paroissiale, dédiée à Marie, est d'origine médiévale, avec une tour reconstruite en 1779 et des rénovations aux XIXe et XXe siècles.